# Министарство унутрашњих послова Републике Србије
Министарство унутрашњих послова Републике Србије обавља унутрашње послове државне управе. Унутрашњи послови су законом утврђени послови државне управе које обавља Министарство, а чијим обављањем се остварује и унапређује безбедност грађана и имовине, пружа подршка владавини права и обезбеђује остваривање Уставом и законом утврђених права. Актуелни министар унутрашњих послова од 2. маја 2024. године је Ивица Дачић.

## Историјат
Првим министром полиције се сматра Јаков Ненадовић, један од шест попечитеља Правитељствујушчег совјета реструктурираног 1811. године. Министарство војно и министарство унутрашњих послова су раздвојени Законом о устројству централне државне управе 22. марта 1862. године. Деветнаести век био је обележен сталним организационим и правним изменама функционисања министарства унутрашњих послова, имајући у виду политичка дешавања и честе промене власти.
Министарство унутрашњих послова Краљевине СХС формирано је 7. децембра 1918. године. Повереништво унутрашњих послова је 7. марта 1945. године прерасло у министарство унутрашњих послова, док је 17. децембра 1946. године усвојен Закон о народној милицији. Године 1953, створени су савезни и републички Секретаријати за унутрашње послове. Године 1966, народна милиција постаје само милиција, а стварају се Служба јавне безбедности, задужена за унутрашње послове, и Служба државне безбедности, у чијем делокругу су били обавештајни послови. Године 1996, реч „милиција“ је замењена речју „полиција“, али су службе и даље биле под једним кровом.
Процес реформе полиције започет је након политичких промена 2000. године. Ступањем на снагу Закона о Безбедносно-информативној агенцији 2002. године, издвојен је обавештајни апарат и формирана је Безбедносно-информативна агенција, док су реформе интензивиране спровођењем „мапе пута“ у процесу визне либерализације.

### Предлог Стратегије развоја МУП-а Републике Србије од 2018. до 2023. године
У циљу усклађивања са стандардима ЕУ и у складу са континуираним реформским активностима, 18. маја 2018. године јавности је представљен предлог Стратегије развоја МУП-а за период од 2018. до 2023. године.
Предлогом Стратегије дефинисане су три стратешке области: безбедност, развој институционалних капацитета и сарадње, и полиција као сервис грађана. Кључни циљеви су унапређење јавне безбедности, повећана спремност за реаговање у ванредним ситуацијама, унапређење услуга које МУП Републике Србије пружа грађанима и развој електронских услуга. Предлог Стратегије је настао уз финансијску помоћ Краљевине Шведске.

## Надлежност Министарства
Министарство унутрашњих послова Републике Србије обавља послове државне управе који се односе на:
- заштиту безбедности Републике Србије и откривање и спречавање делатности усмерених на подривање или рушење Уставом утврђеног поретка;
- заштиту живота, личне и имовинске сигурности грађана;
- спречавање и откривање кривичних дела и проналажење и хватање учинилаца кривичних дела и њихово привођење надлежним органима;
- одржавање јавног реда и мира;
- обезбеђивање зборова и других окупљања грађана;
- обезбеђивање одређених личности и објеката;
- безбедност саобраћаја на путевима;
- контролу прелажења државне границе;
- контролу кретања и боравка у граничном појасу;
- контролу кретања и боравка странаца;
- набављање, држање и ношење оружја и муниције;
- производњу и промет експлозивних материја, запаљивих течности и гасова;
- заштиту од пожара;
- држављанство;
- јединствени матични број грађана;
- путне исправе;
- пребивалиште и боравиште грађана;
- обучавање кадрова, као и друге послове одређене законом.

У обављању унутрашњих послова могу се примењивати само мере принуде које су предвиђене законом и којима се оне врше са најмање штетних последица по грађане, као и њихове организације, предузећа, установе и друге организације.

## Законски оквир деловања
Послове државне управе утврђене законом и прописима донетим на основу закона у Републици Србији обављају министарства. Она примењују законе и друге прописе и опште акте Народне скупштине и Владе Републике Србије, као и опште акте председника Републике Србије.
Министарство унутрашњих послова Републике Србије обавља послове државне управе у складу са Уставом Републике Србије и законима који регулишу области рада министарства.
Припрема закона и других прописа (уредби, правилника, упутстава и др.) из области полицијских и других унутрашњих послова, а у складу са јединственим методолошким правилима у Министарству унутрашњих послова Републике Србије, у надлежности је Одељења за нормативне послове у Секретаријату. Одељење, у сарадњи са другим организационим јединицама министарства припрема, затим спроводи процедуру до доношења истих у складу са Пословником Народне скупштине и Пословником Владе, и стара се о њиховом потпуном и благовременом усклађивању са правним системом.
Надлежности Министарства унутрашњих послова Републике Србије уређује велики број закона, од којих су најважнији Закон о полицији, Закон о јавном реду и миру, Закон о јавном окупљању, Закон о безбедности саобраћаја на путевима, Закон о оружју и муницији, и др.

## Организација
Законом о полицији из 2016. године послови које обавља МУП Републике Србије раздвојени су на полицијске послове које обавља Дирекција полиције, и остале послове из делокруга министарства које обављају сектори.
Министарство унутрашњих послова Републике Србије се састоји од шест сектора (Сектор за аналитику, телекомуникације и информационе технологије, Сектор за људске ресурсе, Сектор за међународну сарадњу, европске послове и планирање, Сектор унутрашње контроле, Сектор за ванредне ситуације и Сектор за материјално-финансијске послове), Дирекције полиције, Секретаријата и Кабинета министра.
Дирекцијом полиције руководи директор кога поставља Влада на предлог министра на период од пет година. Он може бити биран на највише два мандата. Актуелни директор полиције је генерал Владимир Ребић.
Секретаријат има правно-саветодавну улогу у спровођењу политика и послова од интереса за министарство унутрашњих послова у целини, пружа стручну правну подршку министарству приликом сарадње са другим државним органима, и остале послове којима се обезбеђује несметан, ефикасан и усклађен рад свих организационих јединица у министарству.

Кабинет министра обавља саветодавне, административне и протоколарне послове од значаја за рад министра и Министарство унутрашњих послова, планира, припрема и прати реализацију активности министра, и остале активности неопходне за достизање стратешких циљева министарства.  Актуелни шеф кабинета је Катарина Томашевић.

## Седиште
Седиште Министарства унутрашњих послова Републике Србије налази се у западном крилу Палате Србија у Београду (некадашњој Палати Федерације, популарној као СИВ), у улици Булевар Михајла Пупина 2а. До 1999. године је седиште републичког и савезног МУП-а било смештено у две зграде у улици Кнеза Милоша, које су срушене током НАТО агресије 3. априла исте године.

## Међународна сарадња
Сектор за међународну сарадњу, европске послове и планирање надлежан је за планирање и организовање процеса европских интеграција, постављање праваца и циљева у приоритетним областима рада Министарства унутрашњих послова у целини и пословима европских интеграција. Ради на планирању и управљању пројектима финансираних из фондова Европске уније и других међународних извора.
Сектор спроводи различите пројекте у сарадњи са другим државама (билатерални пројекти), ЕУ (ИПА пројекти), међународним организацијама (мисија ОЕБС у Републици Србији, УН, Европска комисија, Међународна организација за миграције итд.).

## Реформе
Стратегија развоја људских ресурса у Министарству унутрашњих послова 2014—2016, имала је за циљ обједињавање свих послова у делокругу функције управљања људским ресурсима и успостављање савременог система управљања људским ресурсима. Прва стратегија људских ресурса израђена у 2018. години, ће бити у функцији стратешких циљева Министарства унутрашњих послова Републике Србије.
Визија ове стратегије је постизање стратешке, савремене и професионалне функције управљања људским ресурсима оријентисана ка остварењу циљева Министарства, док је мисија стварање свих неопходних услова за континуирано привлачење, задржавање и развој запослених на одговоран и транспарентан начин, базиран на заслугама.
Реформа треба да допринесе јаснијим очекивањима на радном месту, уређеном систему запошљавања и кретања кроз службу, стандардизованим и транспарентним процедурама рада, већој мотивацији, поштовању права запослених, смањеној флуктуацији, подршци руководиоцима и добром односу са синдикатима.
Реформа функције управљања људским ресурсима је подржана кроз пројекте који су финансирани из ИПА фондова, билатералне програме и донације.
Закон о полицији, као и Уредба о каријерном развоју полицијских службеника детаљно регулишу каријерни развој полицијских службеника. Члан 165. Закона о полицији, као и чланови 6. и 7. Уредбе предвиђају да су услови за стицање наредног чина или звања у оквиру извршилачких радних места и у оквиру истог нивоа руковођења, као и непосредно вишег нивоа руковођења одговарајући степен образовања, године стажа проведене у претходном чину, односно звању, успешно завршена стручна обука за чин, односно звање, и просечна трогодишња оцена која не може бити нижа од оцене 4 (истиче се).

## Дан Министарства унутрашњих послова Републике Србије
Дан и слава Министарства унутрашњих послова Републике Србије је празник Свете Тројице, који се обележава у знак сећања на 1862. годину када је српска Жандармерија одиграла пресудну улогу у борбама за ослобођење Београда код Чукур чесме. Овај догађај се слави педесетог дана након Васкрса и увек пада у недељу, а обележава се традиционалним ломљењем славског колача, полагањем венаца и пропратним манифестацијама. Године 2017, централна манифестација је одржана на Тргу краља Милана у Нишу, док је 2018. године одржана на Тргу Николе Пашића и платоу испред Народне Скупштине у Београду.

## Галерија
- BMW F10 пресретач
- Пежо Боксер "марица"
- Мицубиши РВР пресретач
- Тојота за хитне интервенције
- Голф 6, граничне полиције
- Голф 7
- Шкода патролно полицијско возило
- Тојота ватрогасне бригаде